# Immuundeficiëntie
Immuundeficiëntie is een niet of niet goed functionerend immuunsysteem (afweersysteem), veroorzaakt door een ziekte of door medicijnen die een patiënt gebruikt. Een patiënt met een immuundeficiëntie wordt immuungecompromitteerd genoemd. 

## Ziekten die het immuunsysteem verzwakken
Aandoeningen die leiden tot een verzwakt immuunsysteem kunnen worden verdeeld in aangeboren en verworven aandoeningen. 
Aangeboren afwijkingen van het immuunsysteem zijn bijna altijd erfelijk. Er zijn veel verschillende vormen, een van de bekendere is SCID (severe combined immune deficiency syndrome). Kinderen die worden geboren met een niet goed functionerend immuunsysteem komen al vroeg na de geboorte in de problemen, omdat zij zelfs onschuldige infecties niet of niet goed kunnen bestrijden. Deze ziektes zijn vaak fataal. 
Het bekendste voorbeeld van een verworven ziekte die het immuunsysteem verzwakt is aids, veroorzaakt door het hiv. 
Kanker van de witte bloedcellen (leukemie) of van de lymfklieren (lymfoom) kunnen ook tot een verzwakt afweersysteem leiden, want de witte bloedcellen en de lymfeklier zijn onderdelen van ons immuunsysteem. Het kan bij deze ziekte dan ook voorkomen dat de kwaadaardige cellen de normale cellen verdringen, bijvoorbeeld in het beenmerg. Dat leidt ertoe dat er onvoldoende functionele afweercellen kunnen worden aangemaakt.
Elke chronische ziekte, maar ook ouderdom op zich, leidt er in minder of meerdere mate toe, dat de algehele conditie van een patiënt verzwakt en daardoor ook het afweersysteem. Normaliter wordt dit toch niet beschouwd als een immuundeficiëntie.

## Classificatie van immuundeficiënties
- Primaire immuundeficiënties: oorzaak van de immuundeficiëntie ligt bij het immuunsysteem zelf.
  - Antistofdeficiënties (bijvoorbeeld XLA, hyper IgM, IgA-deficiëntie, CVID);
  - gecombineerde immuundeficiënties (bijvoorbeeld SCID of het syndroom van Wiskott-Aldrich);
  - immuundeficiënties met lymfocytenstoornissen (bijvoorbeeld NK-cel-deficiënties);
  - complementdeficiënties;
  - fagocytosestoornissen.
- Secundaire immuundeficiënties: oorzaak van de immuundeficiëntie ligt buiten het immuunsysteem.
  - Na radiotherapie;
  - bij ondervoeding;
  - bij gebruik van een immuunsuppressivum;
  - na een infectie (bijvoorbeeld aids).

## Geneesmiddelen die het immuunsysteem verzwakken
Soms is het nodig om geneesmiddelen te geven die het immuunsysteem remmen, de zogenaamde immuunsuppressiva. Bijvoorbeeld bij orgaantransplantatie. Normaal zal het immuunsysteem van het lichaam het lichaamsvreemde donororgaan afstoten. Transplantatiepatiënten dienen dan ook de rest van hun leven medicijnen te gebruiken die het immuunsysteem remmen en zo de afstotingsreactie voorkomen. 
Auto-immuunziekten zijn ziektes waarbij het immuunsysteem onderdelen van het eigen lichaam aanvalt. Ook hier is de behandeling om geneesmiddelen te geven die het immuunsysteem remmen.
Daarnaast is er ook een scala aan medicijnen die als bijwerking hebben dat witte bloedcellen, die een belangrijke rol spelen in het afweersysteem, gedood worden. Een belangrijk voorbeeld uit deze groep is chemotherapie bij kanker.

## Gevolgen van immuundeficiëntie
Het immuunsysteem is van groot belang bij de bescherming tegen pathogene (ziekmakende) micro-organismen, maar ook tegen kanker. Het zal dan ook niet verbazen dat immuungecompromitteerde patiënten een grotere kans hebben op het krijgen van infecties en sommige vormen van kanker en dat deze ziektes vaak een ernstiger beloop kennen.
Immuungecompromitteerde patiënten lopen daarnaast het risico op het ontwikkelen van opportunistische infecties. Dit zijn infecties die worden veroorzaakt door micro-organismen die niet erg virulent zijn, dat wil zeggen dat ze weinig ziekmakend vermogen hebben. 
Bij gezonde personen komen opportunistische infecties vrijwel niet voor, of ze kennen een mild beloop, omdat bij gezonde personen hun normaal functionerende immuunsysteem het micro-organisme gemakkelijk kan opruimen. Bij immuungecompromitteerden worden de opportunisten niet opgeruimd door het immuunsysteem en dit kan leiden tot zeer ernstige, levensbedreigende infecties.
Opportunistische infecties zijn een belangrijke doodsoorzaak bij aids- en transplantatie-patiënten.